# 若松主婦殺人事件
若松区主婦殺人事件 (わかまつくしゅふさつじんじけん) とは2001年（平成13年）6月、福岡県北九州市若松区青葉台南1丁目で発生した殺人事件。
未解決事件となっている。
福岡県警察による正式名称は北九州市若松区青葉台南における主婦殺人事件。

## 概要
2001年（平成13年）6月29日午後2時50分、福岡県北九州市若松区青葉台南1丁目に住む会社員（当時40歳）の住宅で、会社員の妻である被害者（当時34歳）が1階の居間で胸から血を流して倒れているのを被害者の長男（当時4歳）と長男を送迎した幼稚園職員が発見し110番通報、病院に搬送されたが死亡が確認された。福岡県警察と若松警察署は殺人事件と断定し、同署に捜査本部を設置した。
被害者は事件当日の午前8時、長男の通う幼稚園の送迎バスが来たときは普段通り見送りをしていた。しかし、長男を自宅に送迎した時は被害者が迎えに来なかったうえ、自宅に入った長男が号泣しながら飛び出してきたため、不審に思った幼稚園職員が自宅に入ったところ、被害者が死亡しているのを発見した。
発見時、被害者はうつ伏せの状態で死亡しており、胸や背中など上半身に複数箇所の刺し傷が見られ、腕には多数の防御創があった。また、遺体の一部に犯人と見られる歯型が残っていた。このことから、被害者は玄関から侵入してきた犯人と居間で激しくもみあった末、逃げる際に背後から襲われて刺殺されたと見られる。
司法解剖の結果、死因は胸部の刺し傷による失血死で死亡推定時刻は6月29日午前8時30分から正午の間と推定されている。
事件現場となった青葉台地区は事件当日の10日前から空き巣などが多発しており、自治体が回覧板で戸締まりなどの注意喚起をしていた。また、事件当日午前9時前には不審な青色の乗用車が現場付近をゆっくりとしたスピードで走行しているの目撃されている。その他、同日の夕方、現場付近の公園で帰宅途中の小学生の男児がサングラス姿で黒い服装の不審な男から刃物を突き付けられる事件も発生している。
現場からは凶器の刃物は発見されておらず、被害者宅の刃物が使われた形跡がないことから刃物は犯人が持ち込んだとされている。刺し傷の形状から刃渡り10cm以上の鋭利な刃物と推定している。また、被害者名義のキャッシュカードが無くなっており、事件当日の午前11時頃、事件現場から約2kmほど離れたダイエー水巻店(後のイオン水巻店)のATMで現金約50万円が引き出されていた。

## 犯人像
犯人と見られる男はダイエー水巻店内のATMで現金を引き出した際の姿が防犯カメラに捉えられている。
- 身長168〜176cmの男
- 服装は白っぽい雨がっぱ[7]。
- キャップ付き帽を目深に被っていた[7]。

また現場周辺にはサイズ25.5〜26.0cmのトレッキングシューズの足跡が確認されている。